# Grimes Graves

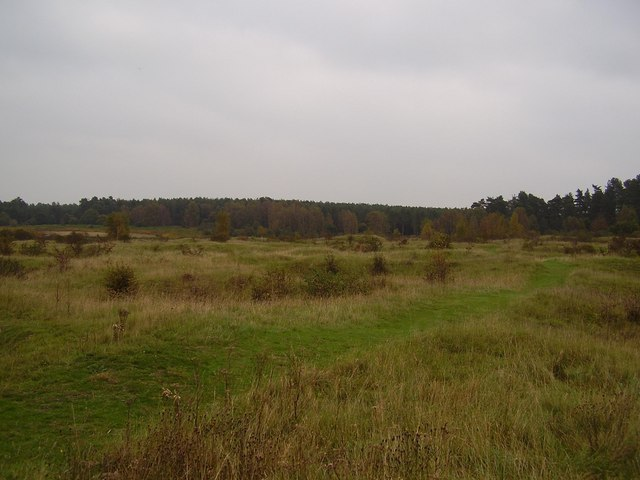
Grimes Graves

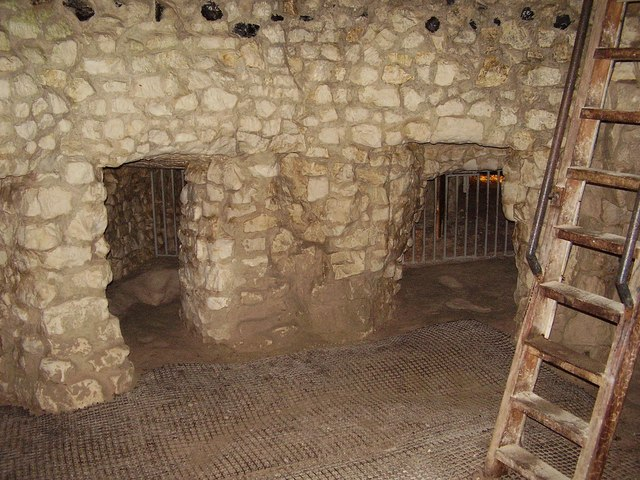
Grimes Graves

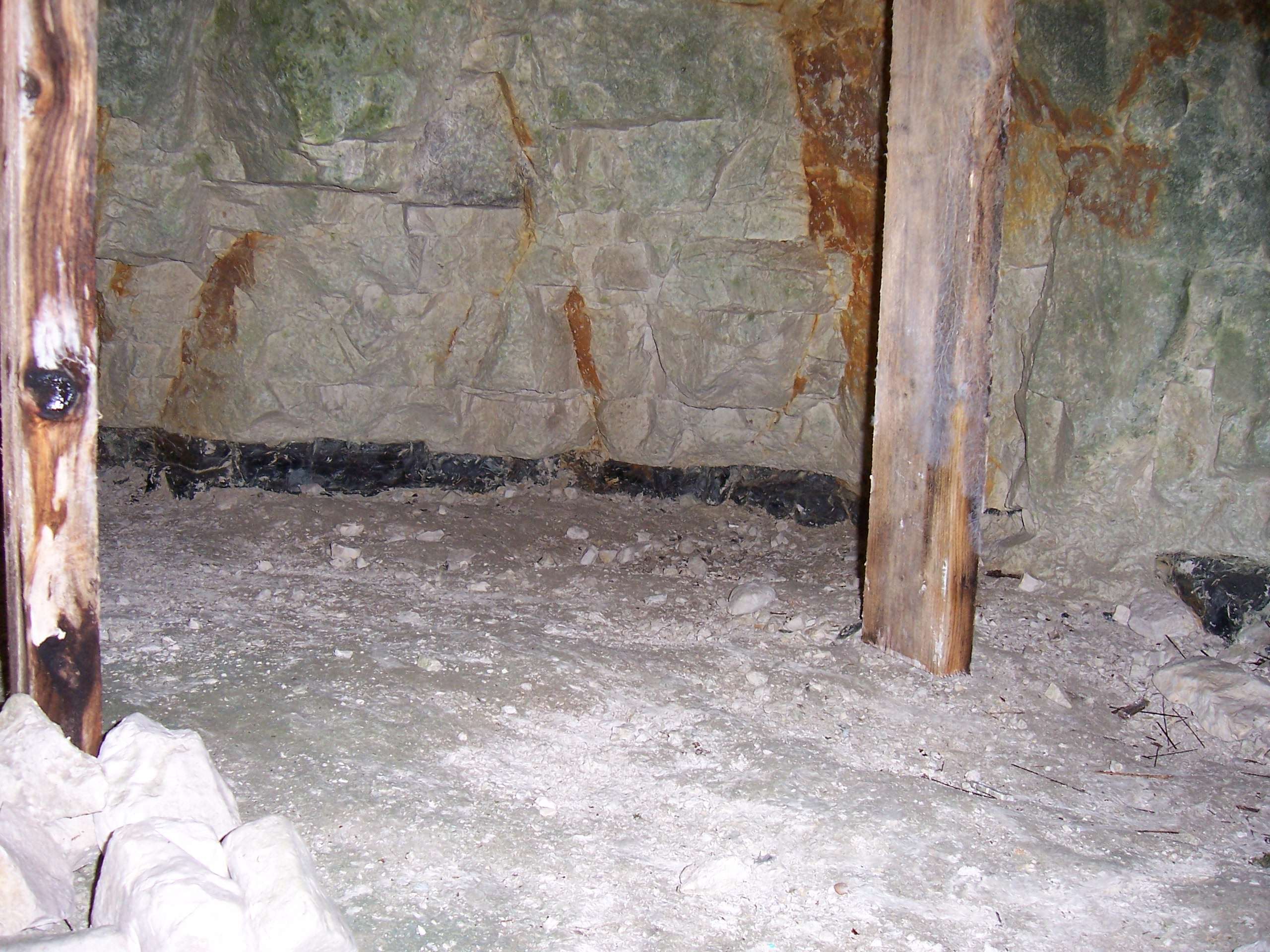
Grimes Graves

Grimes Graves (auch Grime’s Graves) ist ein jungsteinzeitliches Feuersteinbergwerk im Breckland von Norfolk im östlichen England. Es liegt sieben Meilen nordwestlich von Thetford an der A134.

## Datierung
Das Bergwerk datiert in die Zeit der Grooved ware. Die Schachteingänge und der begleitende Abraum sind außergewöhnlich gut erhalten, vermutlich wegen der Lage an der Grenze zwischen zwei Kirchspielen. Im Vergleich zu den Bergwerken der Sussex Downs, wie Cissbury, Church Hill, Blackpatch, Harrow Hill und Martin's Clump und von Wessex (Durrington, Easton Down) beginnt der Abbau hier überraschend spät.

## Rohmaterial
Die Minen sind mit Rotwild-Geweihen ergraben worden. Das hier gewonnene Rohmaterial (Brandon Flint) ist sehr feinkörnig und homogen, von charakteristisch durchgehend schwarzer Färbung. Es wurde nur der sogenannte „floorstone“ genutzt, der besonders große und homogene Rohmaterialknollen liefert, während die der darüber liegenden Ablagerungen (topstone, wallstone) oft klein und sehr exzentrisch geformt sind.
| Flintschicht | Tiefe |
| ------------ | ----- |
| Topstone     | 5,9 m |
| Wallstone    | 8,2 m |
| Floorstone   | 12 m  |

433 Schächte sind auf einem Gelände von 7,6 ha obertägig als Mulden sichtbar. In dem naheliegenden Brandon wurde aus diesem Material bis ins frühe 20. Jh. Feuerstein für Gewehre gewonnen und bearbeitet.

## Ausgrabungen
William Camden beschrieb die Fundstelle 1695 als Befestigungsanlage, F. Blomefield hielt sie 1805 für ein befestigtes Lager der Dänen. Erste Ausgrabungen fanden bereits 1852 statt. 1868–1870 grub hier der Pfarrer und Antiquar William Greenwell den ersten Schacht bis zum Boden aus und erkundete die seitlichen Gänge (Greenwell pit).
Die Prehistoric Society of East Anglia grub 1914 zwei weitere Schächte aus, Untersuchungen durch A. Armstrong folgten zwischen 1923 und 1939. Die Funde wurden dem Britischen Museum übergeben. Auf die Grabungen durch Roger Mercer 1971–72 folgten 1972–1976 die Forschungen des Britischen Museums unter Leitung von Ian Longworth und Gale Sieveking. Die Grabungen selbst wurden durch ein niederländisches Team durchgeführt, das bereits das Bergwerk von Rijckholt in Limburg untersucht hatte.

## Funde
Die in den Schächten gefundene Keramik gehört dem Durrington Walls-Stil der Grooved Ware an. Sowohl Grobkeramik als auch verzierte Schalen wurden gefunden. Im Schacht wurden eine 11,5 cm hohe anthropomorphe Kalksteinfigur und ein Phallus aus Kalkstein gefunden. Die Echtheit der Statue wurde bezweifelt. Aus der Füllung der Schächte stammen auch zahlreiche Tierknochen. Ob es sich um Siedlungsabfall oder absichtliche Deponierungen (structured deposition) handelt, ist umstritten.